# Ceratium
Ceratium es un género de protistas dinoflagelados de la clase Dinophyceae, orden Gonyaulacales, familia Ceratiaceae, con dos flagelos heterocontos en el sulcus y el cíngulo. Las placas de la teca presentan prolongaciones largas.
Sus células son asimétricas, comprimidas dorsiventralmente; placas gruesas y bien visibles, a menudo reticuladas, con procesos o cuernos, uno anterior y 2 o 3 posteriores; en la parte media ventral se localiza una placa gruesa y desarrollada, cromatóforos discoideos y numerosos.Las especies de este género junto con Peridinium, son las más comunes en la costa peruana; pocas son de agua dulce.
- Datos: Q287907
- Multimedia: Ceratium / Q287907
- Especies: Ceratium (Dinoflagellata)